# Tempyra testacea
Tempyra testacea är en insektsart som beskrevs av Barber 1949. Tempyra testacea ingår i släktet Tempyra och familjen Rhyparochromidae. Inga underarter finns listade i Catalogue of Life.